# مصطفى فتوي
مصطفى فتوي المعروف باسم الشريف، هو لاعب كرة قدم مغربي دولي سابق، ولد عام 1950. كان يلعب كمدافع (ظهير أيمن).

## سيرته
لعب مُصطفى فتوي مع المغرب الفاسي ثم في الدفاع الحسني الجديدي. كان معروفًا بألعابه الرياضية وسرعته.

## المنتخب
تمكن مصطفى فتوي، خلال مشاركته الأولى في كأس إفريقيا للأمم، من الفوز باللقب مع المنتخب المغربي عام 1976. وكان حاضرًا أيضا خلال نسخة عام 1978.
يحمل الشريف الرقم القياسي لأسرع هدف في تاريخ المنتخب المغربي بتسجيله، بعد 50 ثانية فقط، الهدف الأول في لقاء المغرب والسودان في الدور الأول كأس الأمم الإفريقية 1976. كان هذا الهدف هو الأسرع في تاريخ كأس الأمم الإفريقية قبل أن يُكسره المصري أيمن منصور في كأس الأمم الإفريقية 1994.

### - مباريات "أ"
1. 20/05/1973 ساحل العاج - المغرب أبيدجان 1 - 1 Qual. 1974
2. 03/06/1973 المغرب - ساحل العاج تطوان 4 - 1 Qual. سم 1974/1 هدف
3. 21/10/1973 زامبيا - المغرب لوساكا 4 - 0 تأهيل. 1974
4. 31/10/1973 الجزائر - المغرب الجزائر 2 - 0 مباراة ودية
5. 09/12/1973 زائير - المغرب كينشاسا 3 - 0 تأهيل. 1974
6. 22/02/1974 العراق - معوك بغداد 0 - صفر مباراة ودية
7. 02/25/1974 الكويت - المغرب الكويت 2 - 0 مباراة ودية
8. 03/01/1974 السعودية - المغرب الرياض 0 - 0 مباراة ودية
9. 26/09/1974 الأردن - المغرب دمشق 1 - 2 دوري القنيطرة
10. 28/09/1974 مصر - المغرب دمشق 2 - 4 بطولة القنيطرة
11. 10/06/1974 السودان - المغرب دمشق 0 - 2 دوري القنيطرة
12. 31/10/1974 الجزائر - المغرب الجزائر 0 - 0 مباراة ودية
13. 24/11/1974 المغرب - غامبيا الدار البيضاء 3 - 0 Qual. كأس الأمم الأفريقية 1976
14. 07/12/1974 غامبيا - المغرب بانجول 0 - 3 تأهيل. كأس الأمم الأفريقية 1976
15. 02/03/1975 الدار البيضاء المغرب - تونس 0 - 0 ودية
16. 22/03/1975 المغرب - السنغال فاس 4 - 0 تأهيل. كأس الأمم الأفريقية 1976
17. 13/04/1975 السنغال - المغرب كاولاك 2 - 1 جودة. كأس الأمم الأفريقية 1976
18. 31/8/1975 تونس - المغرب الجزائر 0-0 يونيو 1975
19. 09/07/1975 تونس - المغرب الجزائر 1 - 1 (4-3) شبيبة 1975 الترتيب / هدف واحد
20. 26/10/1975 غانا - المغرب كوماسي 2 - 0 تأهيل. كأس الأمم الأفريقية 1976
21. 11/09/1975 المغرب - غانا الدار البيضاء 2 - 0 (5-4) Qual. كأس الأمم الأفريقية 1976
22. 03/01/1976 المغرب - السودان ديرة داوا 2 - 2 كأس الأمم 1976/1 هدف
23. 03/04/1976 المغرب - زائير دير داوا 1 - كأس الأمم الأفريقية 1976
24. 03/06/1976 المغرب - نيجيريا ديرة داوا 3-1 كأس الأمم الأفريقية 1976
25. 03/09/1976 المغرب - مصر أديس أبابا 2 - 1 2 ° جولة CAN 1976
26. 03/11/1976 المغرب - نيجيريا أديس أبابا 2 - 1 2 ° جولة CAN 1976
27. 14/03/1976 المغرب - غينيا أديس أبابا 1 - 1 2 ° جولة CAN 1976
28. 09/12/1976 السعودية - المغرب الرياض 0 - 2 مباراة ودية
29. 10/08/1976 فلسطين - المغرب دمشق 0 - 3 العاب عموم العرب 1976
30. 10/10/1976 المملكة العربية السعودية - المغرب دمشق 0 - 0 الألعاب العربية 1976
31. 10/12/1976 الأردن - المغرب دمشق 0 - 3 الألعاب العربية 1976
32. 14/10/1976 اليمن الجنوبي - المغرب دمشق 0-4 الألعاب العربية 1976
33. 16/10/1976 موريتانيا - المغرب دمشق 0 - 2 دورة الألعاب العربية 1976
34. 18/10/1976 سوريا - المغرب دمشق 0 - 0 العاب عموم العرب 1976
35. 12/12/1976 المغرب - تونس الدار البيضاء 1 - 1 تأهيل. مرحاض 1978
36. 23/03/1977 سوريا - المغرب : دمشق : 0 - 2 ودية
37. 03/04/1977 المغرب - الجابون الرباط 5 - 1 مباراة ودية
38. 12/09/1977 العراق - المغرب بغداد 3 - صفر مباراة ودية
39. 26/12/1977 المغرب - العراق فاس 0 - 0 مباراة ودية
40. 02/26/1978 المغرب - اتحاد الجمهوريات الاشتراكية السوفياتية مراكش 2 - 3 ودية / هدف واحد
41. 03/06/1978 المغرب - تونس الكوامسي 1 - 1 كندا 1978
42. 03/09/1978 المغرب - الكونغو الكوامسي 1 - كأس الأمم الأفريقية 1978
43. 03/11/1978 أوغندا - المغرب كوماسي 3-0 كندا 1978
44. 24/06/1979 المغرب - توجو المحمدية 7 - 0 Qual. كأس الأمم الأفريقية 1980

### - الألعاب الأولمبية
1. 23/02/1975 الدار البيضاء المغرب - ليبيا 2-1 . الألعاب الأولمبية 1976
2. 14/03/1975 : بنغازي ليبيا ضد المغرب 0 - 1 Qual. الألعاب الأولمبية 1976
3. 24/08/1975 : الجزائر - تركيا - المغرب 0 - 1 في الدقيقة 1975
4. 08/28/1975 : الجزائر يوغوسلافيا ضد المغرب 0-0 شباب 1975
5. 04/09/1975 : الجزائر فرنسا "ب" ضد المغرب 1 - 1 (4-3 ب) نصف النهائي JM 1975
6. 30/11/1975 : تونس تونس ضد المغرب 0 - 1 Qual. الألعاب الأولمبية 1976
7. 14/12/1975 : مباراة الدار البيضاء المغرب وتونس 1 - 0 مباراة. الألعاب الأولمبية 1976
8. 04/03/1976 : لاغوس : نيجيريا ضد المغرب 3 - 1 Qual. الألعاب الأولمبية 1976
9. 18/04/1976 : طنجة المغرب ضد نيجيريا 1 - 0 Qual. الألعاب الأولمبية 1976

## الإنجازات

### مع الأندية
- الدفاع الحسني الجديدي:
  - البطولة الوطنية المغربية
    - الوصيف: 1976

  - كأس العرش
    - الوصيف: 1977

### مع المنتخب
- الفائز كأس الأمم الإفريقية للأمم 1976 مع منتخب المغرب[1]
- الفائز بدورة الألعاب العربية 1976 مع المنتخب المغربي
- الفائز بكأس العرب عام 1974 في القنيطرة بسوريا مع المنتخب المغربي